# Carlo Finelli

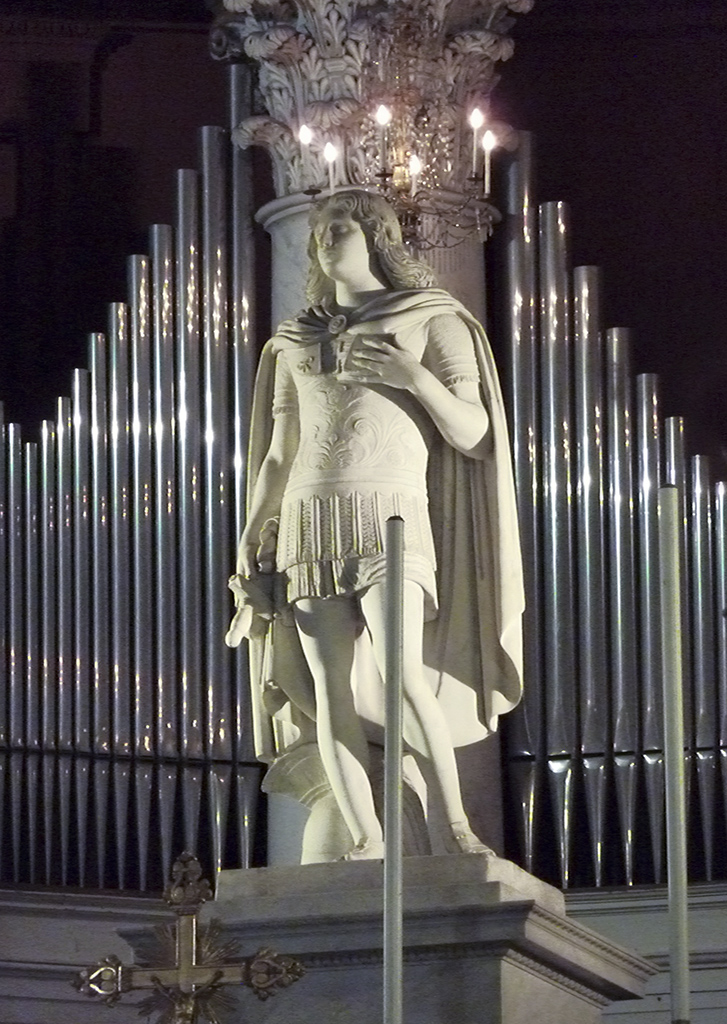
San Maurizio (1842), Basilica di San Maurizio, Porto Maurizio - Imperia

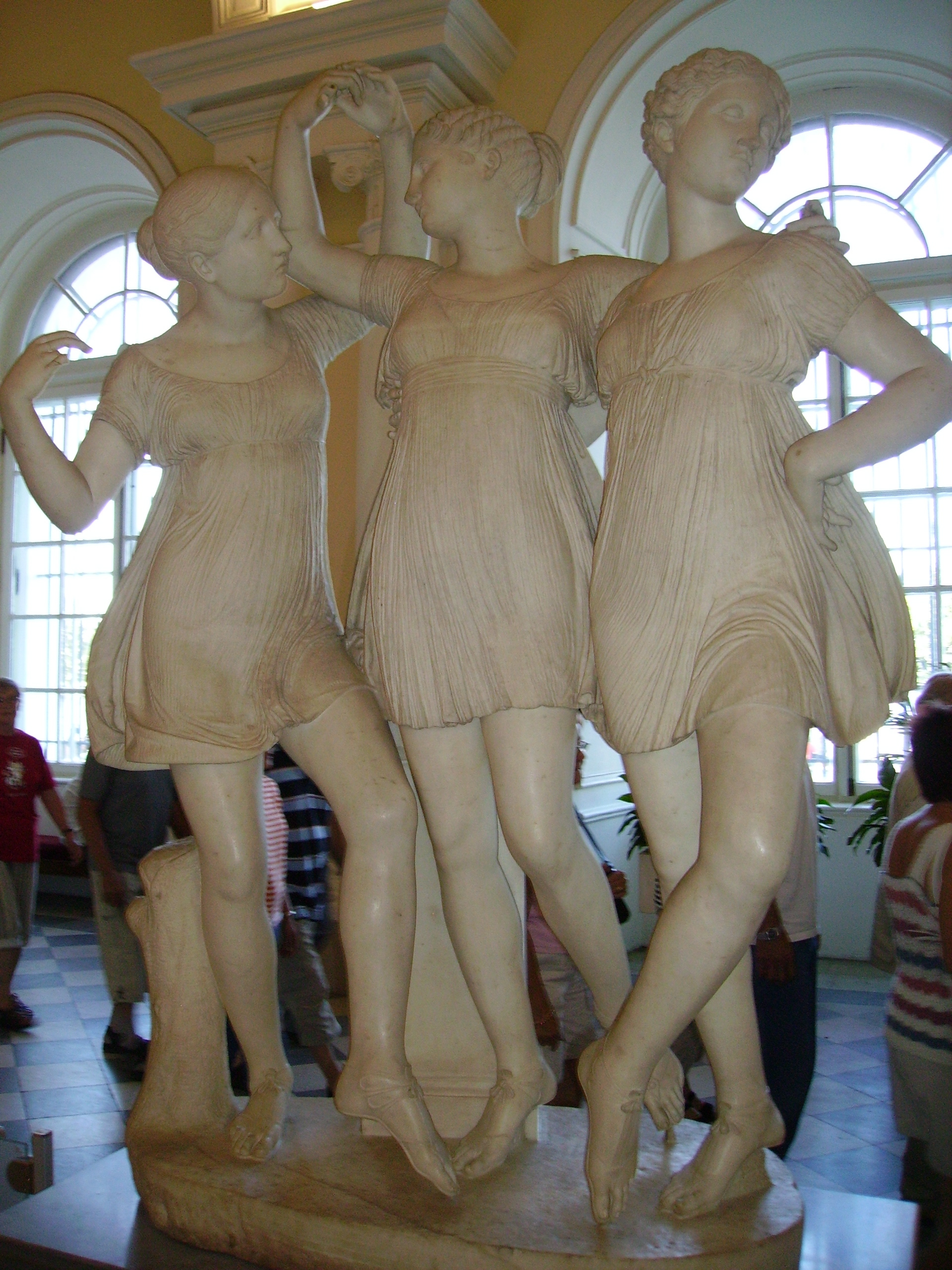
Le ore danzanti, Hermitage,San Pietroburgo.

Carlo Finelli (Carrara, 4 aprile 1782 – Roma, 6 settembre 1853) è stato uno scultore italiano.

## Biografia
Nato a Carrara il 4 aprile 1782 , discendente da una famiglia di scultori, è avviato all'arte fin da piccolo. A 15 anni Finelli vince un premio per giovani artisti e si trasferisce prima a Firenze e poi a Milano.
Nel 1807 si stabilisce a Roma, nella casa del fratello Piero, che faceva parte della schiera di artisti della cerchia di Canova. 
Nel 1810, dopo aver vinto il Premio Balestra per la sua scultura della Venere che abbraccia Adone rianimato da Proserpina, comincia a decorare uno dei saloni del Palazzo del Quirinale per celebrare l'arrivo, mai avvenuto, di Napoleone a Roma.
Tra il 1814 e il 1815, dietro suggerimento di Antonio Canova, realizza i busti di Ghiberti, Masaccio, Ariosto.
Sempre nello stesso periodo comincia a scolpire una serie di opere di soggetto mitologico, tra cui Venere nascente da una conchiglia e Psiche e le Ore danzanti, ispirata a tre Grazie di Canova. 
Ancora, in questi anni Finelli si trovò alle prese con numerose opere commissionategli da importanti personaggi, soprattutto inglesi e russi.
Del periodo 1825-1830 sono le opere Venere che raccoglie le vesti, Amore con farfalla e Pastorella con i fiori, eseguite per il duca del Devonshire. Nel 1829 contribuì con quattro bassorilievi raffiguranti La vita della Vergine alla decorazione interna della chiesa della Gran Madre di Dio a Torino; i modelli in piccolo, realizzati a Roma e inviati a Torino, vennero tradotti in grande dagli scultori milanesi Gaetano Motelli, Abbondio Sangiorgio, Francesco Somaini, Francesco Stanga.
L'allontanamento dagli stilemi di Canova si verifica negli anni Trenta dell'Ottocento, quando Finelli abbandona i temi mitologici propri del neoclassicismo per affrontare soggetti religiosi.
Nel 1836 esegue il gruppo San Michele Arcangelo che scaccia Lucifero per la Rotonda dell'Armeria Reale di Torino,  attualmente posto nella cripta reale di Superga, all'ingresso delle Tombe dei Savoia, e il San Matteo, conservato a Napoli, mentre nel 1842 scolpisce la statua di San Maurizio per l'omonima chiesa di Porto Maurizio e nel 1848 la statua di Raffaello per il Duomo di Urbino. Sempre per quest'ultima città realizzò anche un busto marmoreo del Sanzio, rimasto incompiuto per la morte dell'artista, oggi conservato nel foyer del Teatro cittadino.
Nonostante i numerosi riconoscimenti ufficiali e il grande successo, Finelli fu sempre insoddisfatto dei suoi lavori, e nel suo ultimo periodo distrusse tutti i suoi studi in gesso.
Morì nel suo studio di Roma nel 1853.